# Okutama
Okutama (奥多摩町, Oku-Tama-machi) és un municipi pertanyent al districte de Nishitama, a Tòquio (Japó).

## Geografia
Okutama es troba entre les muntanyes del mateix nom en la zona més occidental del Tòquio Occidental, dins del districte de Nishitama i limitant amb la prefectura de Saitama i la prefectura de Yamanashi. Geogràficament, Okutama té el terme municipal més gran de tot Tòquio. El mont Kumotori, el pic més alt de Tòquio amb 2017 metres d'alçada, divideix Okutama de les muntanyes d'Okuchichibu a la veina Saitama i de Yamanashi. El punt més alt i occidental de Tòquio es troba a Okutama així com el llac Okutama, important font d'aigua potable per a Tòquio. El municipi d'Okutama limita a Tòquio amb els municipis de Akiruno, Ōme i Hinohara; a Saitama amb els municipis de Chichibu i Hannō i a Yamanashi amb els municipis d'Uenohara, Kosuge i Tabayama.

## Història
L'any 1955 es fundà el municipi d'Okutama a partir de la unió dels antics municipis d'Hikawa, Ogouchi i Kori.

## Administració

### Batlles
L'actual batlle (des del 2016) és:
- Fumio Kawamura

### Assemblea municipal
La composició és la següent:
| Partit | Partit                   | Partit  | Membres |
| ------ | ------------------------ | ------- | ------- |
|        | Grup Aigua Verda         | PLD-Ind | 8 / 12  |
|        | Kōmeitō                  | KMT     | 1 / 12  |
|        | Partit Comunista Japonés | PCJ     | 1 / 12  |
|        | Okutama Ishin Kai        | Ind     | 1 / 12  |
|        | Tomin First no Kai       | TF      | 1 / 12  |
|        | Independents             | Ind     | 0 / 12  |
|        | Escons vacants           |         | 0 / 12  |

## Transports

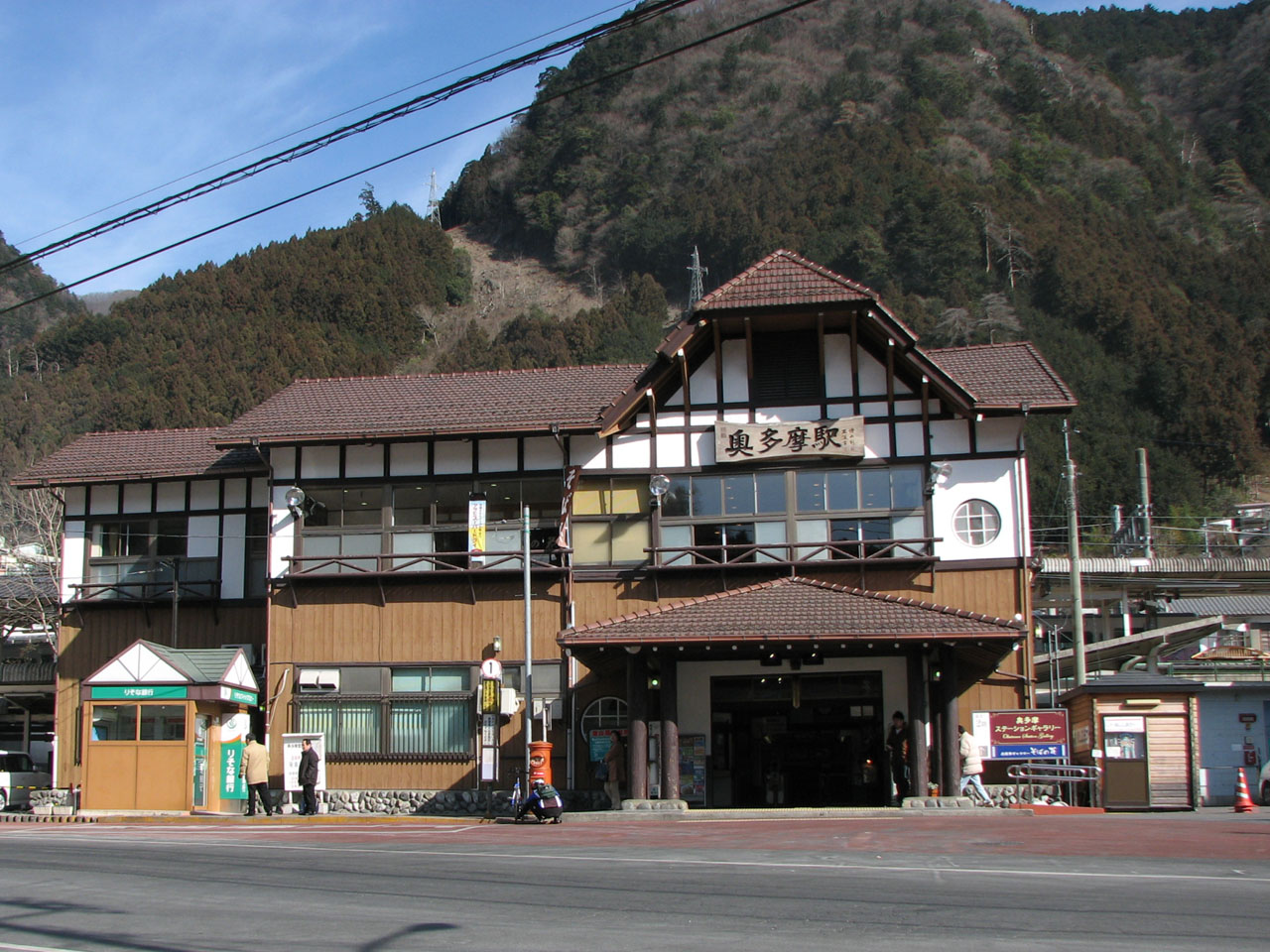
Estació d'Okutama

### Ferrocarril
Okutama disposa de l'estació d'Okutama, operada pels Ferrocarrils Japonesos (JR). La línia Ōme que comença a Tachikawa té el seu final a Okutama.

### Cotxe de línia
L'empresa Nishi Tokyo Bus opera la línia local de cotxes de línia transportant els passatgers cap al llac Okutama, la cova de Nippara, als pobles de Tabayama i Kosuge (tots dos a la prefectura de Yamanashi) des de l'estació d'Okutama.